# Dobrá adresa
Dobrá adresa byl kulturně společenský časopis na internetu, zaměřený především na českou literaturu, kulturní publicistiku a kritiku. Nulté číslo vyšlo v prosinci roku 1999, první číslo v lednu 2000. Zakladateli byli Pavel Kosatík, Jakub Šofar a Jakub Tayari, autorem názvu Dobrá adresa je Pavel Janáček.
V Dobré adrese publikovala řada autorů: Emil Hakl, Ivan Wernisch, Bohumila Grögerová, Petr Stančík, Kateřina Tučková, Ondřej Buddeus, Radek Malý, Martin Vokurka, Vladimír Novotný, Jiří Dynka, Kateřina Rudčenková, Miroslav Salava, Pavel Brycz, Milan Exner, Michal Šanda, Jiří Gold, Vít Kremlička, Jiří Šlupka Svěrák, Petr Hrbáč, Jan Suk, Martin Langer, Michal Kliment, Josef Šíšo, Zuzana Chvatíková, Daniel Hradecký, Tomáš Čada, Kamil Bouška, Jiří T. Král, Kateřina Komorádová, Martin Groman, Pavel Herot, Miroslav Huptych, Radek Fridrich, Jan Stern, Petr Král, Zbyněk Vlasák, Milan Ohnisko, Jaroslav Balvín, Jan Těsnohlídek, Roman Rops, Jan Lustig, Roman Szpuk, Jiří Žáček, Kateřina Bolechová, Petra Placáková, Rachel Epstein, Jan Novák, Miroslav Cingl, Miroslav Černý, Anna Brikciusová, Jaroslav Kovanda, Ivo Harák, Marek Stašek, Karel Tampier, Jaroslav Chobot, Wanda Heinrichová, Zdeněk Mitáček, Ondřej Horák, Jan Nejedlý, Svatava Antošová, Michal Machat, Petr Pazdera Payne, Tomáš Míka, Jaromír Trpký, Pavla Horáková, Vojtěch Šarše, Ondřej Macura, Tereza Riedlbauchová, Viki Shock, Tereza Šimůnková, Jaroslav Valečka,  Barbora Toman Tylová, Olga Stehlíková, Tomáš Koloc, Ian Mikyska, Patrik Linhart, Ewald Murrer, Petr Čermáček, Josef Soukal, Inka Machulková, Simona Martínková Racková, Tomáš Přidal, Lukáš Marvan, Ivana Myšková, Jiří Padevět, Josef Straka, Marek Toman, Hana Pachtová, Bogdan Trojak, Markéta Hejkalová, Jarda Svoboda, Vladimír Balla, Lucie Faulerová, Jiří Stach, David Zábranský, Markéta Pilátová, Bianca Bellová, aj.
V průběhu let se v časopisu objevily pravidelné rubriky Z antikvariátních banánovek, Extase československého filmu, Kvítky na tubetějce, Strky-frky, Filokartistův výsadek, Bloudění hvozdy všemi, Královiny, Podél trati, nebo Čítanka Dobré adresy.

## Šéfredaktoři
Radim Kopáč  (2000), Štefan Švec (2001–2008), Štěpán Kučera (2008–2009). Roku 2009 bylo zavedeno rotující šéfredaktorství po jednotlivých číslech, na němž se podíleli Michal Šanda, Petr Štengl, Štefan Švec, Václav Dvořák a Jakub Šofar. V letech 2013–2015 časopis připravovala trojice Michal Šanda, Petr Štengl, Štefan Švec. Od ledna 2016 do října 2018 byl šéfredaktorem Michal Šanda.